# Les Cosaques zaporogues écrivant une lettre au sultan de Turquie
Les Cosaques zaporogues écrivant une lettre au sultan de Turquie (en russe : Запорожцы пишут письмо турецкому султану) est une peinture du peintre russe Ilia Répine.
L'œuvre de 2,03 × 3,58 m est commencée par Répine en 1880 et terminée seulement en 1891. Le tableau est aujourd'hui conservé au Musée russe de Saint-Pétersbourg.
Des esquisses sont conservées à la galerie Tretiakov et au musée national des Beaux-Arts de Biélorussie.
Il existe une deuxième version du tableau, qu'Ilia Répine commence avant la livraison du premier tableau, en 1889 et termine en 1896. Elle est conservée au musée d'Art de Kharkiv.
À la fin de sa vie, Répine revient aux Cosaques zaporogues, les faisant danser le hopak dans son dernier tableau (1927-1930).

## Sujet
Il s'agit d'un tableau historique, montrant des Cosaques zaporogues rédigeant un courrier au sultan ottoman, regorgeant d'insultes. Le peintre sait rendre le plaisir intense que les Cosaques éprouvent à imaginer de nouvelles grossièretés. Il suscite une sympathie irrésistible pour un peuple aguerri et épris de liberté, que Répine considère avec admiration et dont il indique dans une lettre adressée au critique Vladimir Stassov :

« Tout ce que Gogol a écrit sur eux est vrai ! Un sacré peuple ! Personne dans le monde entier n'a ressenti aussi profondément la liberté, l'égalité et la fraternité. La Zaporoguie est toujours restée libre, rien ne l'a soumise ! »

## Contexte et références historiques et littéraires

### Les Cosaques zaporogues

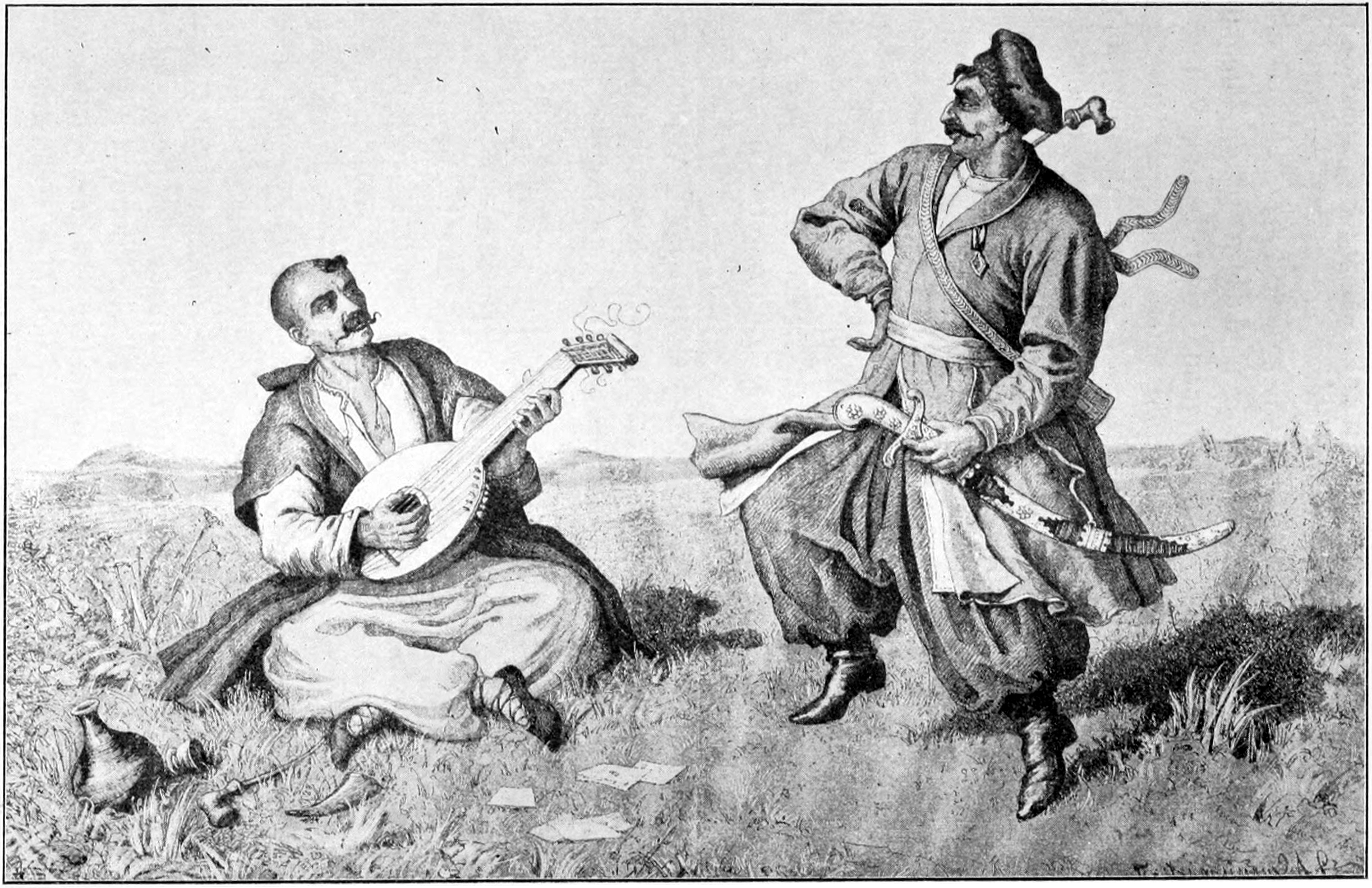
Cosaques zaporogues (1785-1786).

Les Cosaques occupent dans le milieu du XVIe siècle, une partie de l'Ukraine contemporaine, sur les rives du Dniepr, à laquelle est donnée le nom de Zaporoguie. Ils y disposent d'une série d'établissements fortifiés, « gorodki » (городки) ou « setchi » (сечи)/« zasseki » (засеки) et de colonies rurales « khoutora » (хутора), « zimovniki » (зимовники), au-delà des rapides du fleuve, dans une zone échappant à toute autorité étatique, les Champs sauvages,,.
Ils s'unissent par la suite et mettent en place une organisation militaire et politique, dont le centre est la sitch zaporogue, à la fois camp fortifié et lieu de rassemblement des états-majors, l'organe central de gouvernement étant le Koche (ru),.
Leur premier ataman est Dmytro Vychnevetsky. Il crée la première sitch dans l'île de Khortytsia sur le Dniepr. Les Zaporogues combattent les invasions tatares, puis alternativement la Pologne, la Russie et l'Empire ottoman. Conduits par Bogdan Khmelnitski, qui devient leur hetman en 1648, ils participent avec les tatars de Crimée au soulèvement de Khmelnytsky, violente révolte paysanne, religieuse, sociale et nationale contre la noblesse polonaise qui fait vaciller la république des Deux Nations.
Ils acceptent la domination russe en 1654 et concluent avec elle le traité de Pereïaslav, qui entérine l'établissement de l'Hetmanat cosaque sur l'Ukraine de la rive gauche, mais enclenche la russification.

### Ivan Sirko

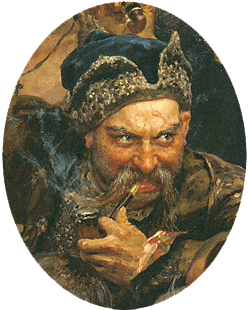
Représentation imaginée de Sirko dans le tableau.

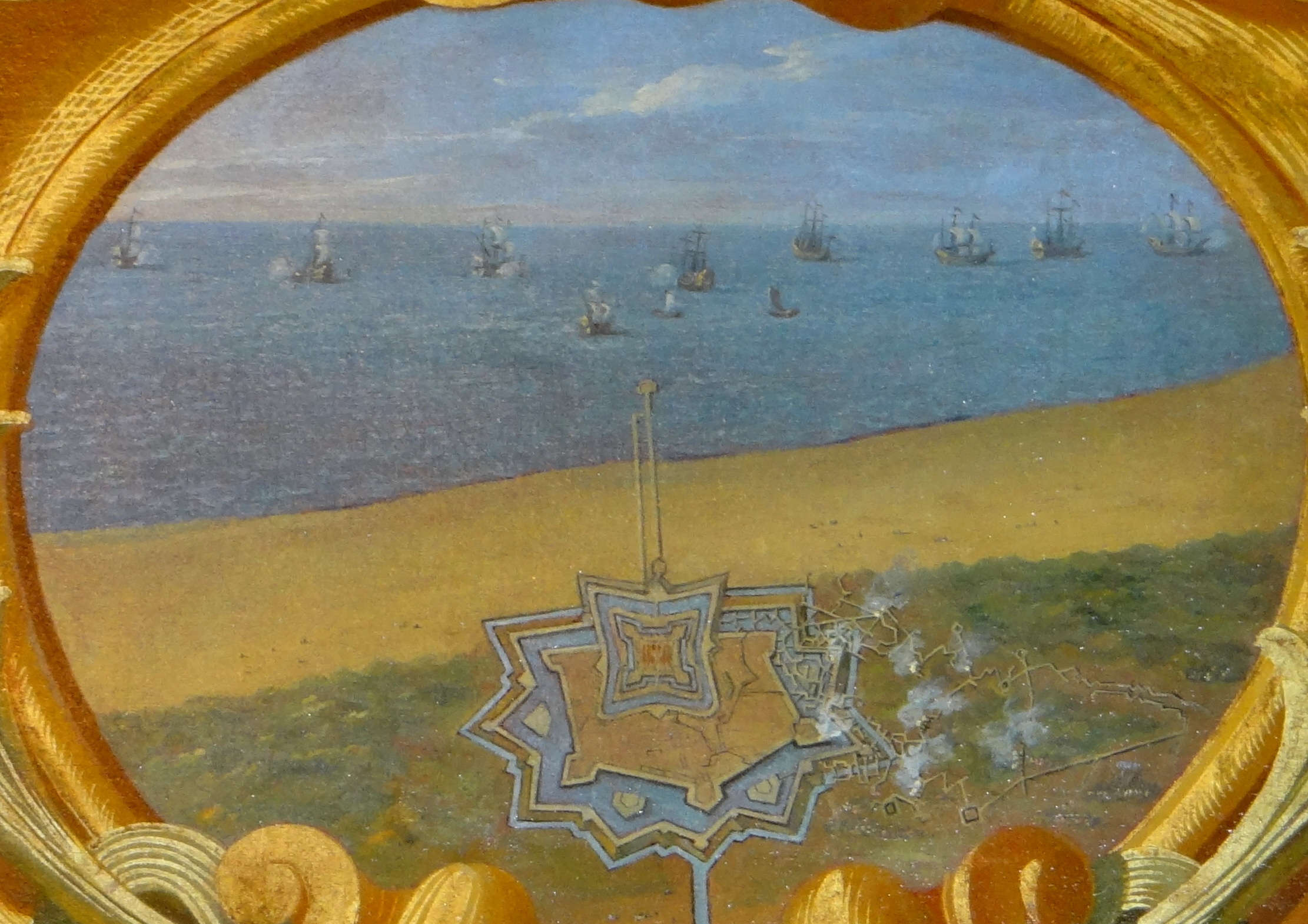
La Bataille de Dunkerque en 1646, Sauveur Le Conte.

Ivan Sirko est un chef militaire cosaque, qui a rejoint la sitch en 1654. il prend part au soulèvement de Khmelnytsky. En 1663, il devient ataman des armées zaporogues. Il bataille aux côtés des Russes contre le khanat de Crimée, les Polonais et les Cosaques de l'hetman Petro Dorochenko, mais change à l'occasion de camp, et se joint à Dorochenko dans sa lutte contre les « boyards moscovites et les voïvodes ». Il jurera à nouveau fidélité au tsar russe Alexis Ier, mais sera ensuite exilé par lui à Tobolsk, en Sibérie, pour l'écarter des conflits de succession du hetman Demian Mnohohrichny. En 1673, il revient en Ukraine et reprend la lutte contre les Tatars et les Turcs et capture les forteresses d'Arslan et d'Otchakov.
Il meurt en 1680, mais reste l'un des atamans les plus populaires et devient le héros de nombreux mythes, chants folkloriques et de poèmes. Il est ainsi allégué avoir participé, avec des troupes polonaises et 2500 cosaques, au siège de Dunkerque en 1646, sous les ordres du grand Condé, pendant la guerre de Trente ans,, conduisant le général de Gaulle à demander, lors de sa visite en URSS en 1966, à aller sur sa tombe. Ivan Sirko est qualifié par lui de « héros national français ».
Il aurait été aussi un cosaque kharakternik, c'est-à-dire un guerrier-chaman.

### Tarass Boulba

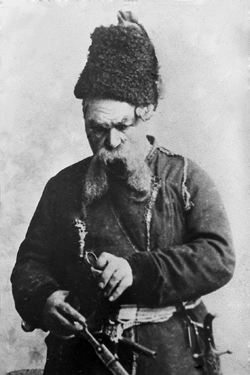
Marko Kropivnitski dans le rôle de Tarass Boulba (fin).

L'écrivain Nicolas Gogol, attaché au passé historique de l’Ukraine, contribue dans la première moitié du XIXe siècle par ses écrits à faire une place à ce passé dans la culture russe.
Il publie en 1843 un roman historique, Tarass Boulba (« Тара́с Бу́льба »), dont la première version est parue en janvier 1835. Il est consacré au cosaque zaporogue Tarass Boulba et à ses fils, Andreï et Ostap, avec une intrigue militaire et amoureuse qui les fait aller d'Ukraine en Pologne, contre laquelle les Cosaques sont en guerre.
Il y perpétue et donne une nouvelle résonance la mémoire de l'Hetmanat et d'un passé cosaque, glorifié et chéri, dans une attitude nostalgique dominante jusqu’au milieu du XIXe siècle dans les élites ukrainiennes et russes,.
Répine, lui-même né à Tchougouïev, sur les bords du Donets, mais aussi représentatif de l'intelligentsia russe, est lui-même viscéralement attaché à l'œuvre et à ses personnages. La fille aînée du peintre, Vera Iitnitchna, rapporte dans ses souvenirs que pendant longtemps la famille n'a vécu que par les Zaporogues : Ilia Iefimovitch lisait chaque soir à voix haute des vers et des récits sur la Sitch, les enfants savaient par cœur le nom de tous les héros, jouaient à Tarass Boulba, Ostap et Andreï et modelaient dans l'argile leurs figures. Ils pouvaient également citer à tout moment la lettre des cosaques au sultan.

### L'échange de courriers de 1676

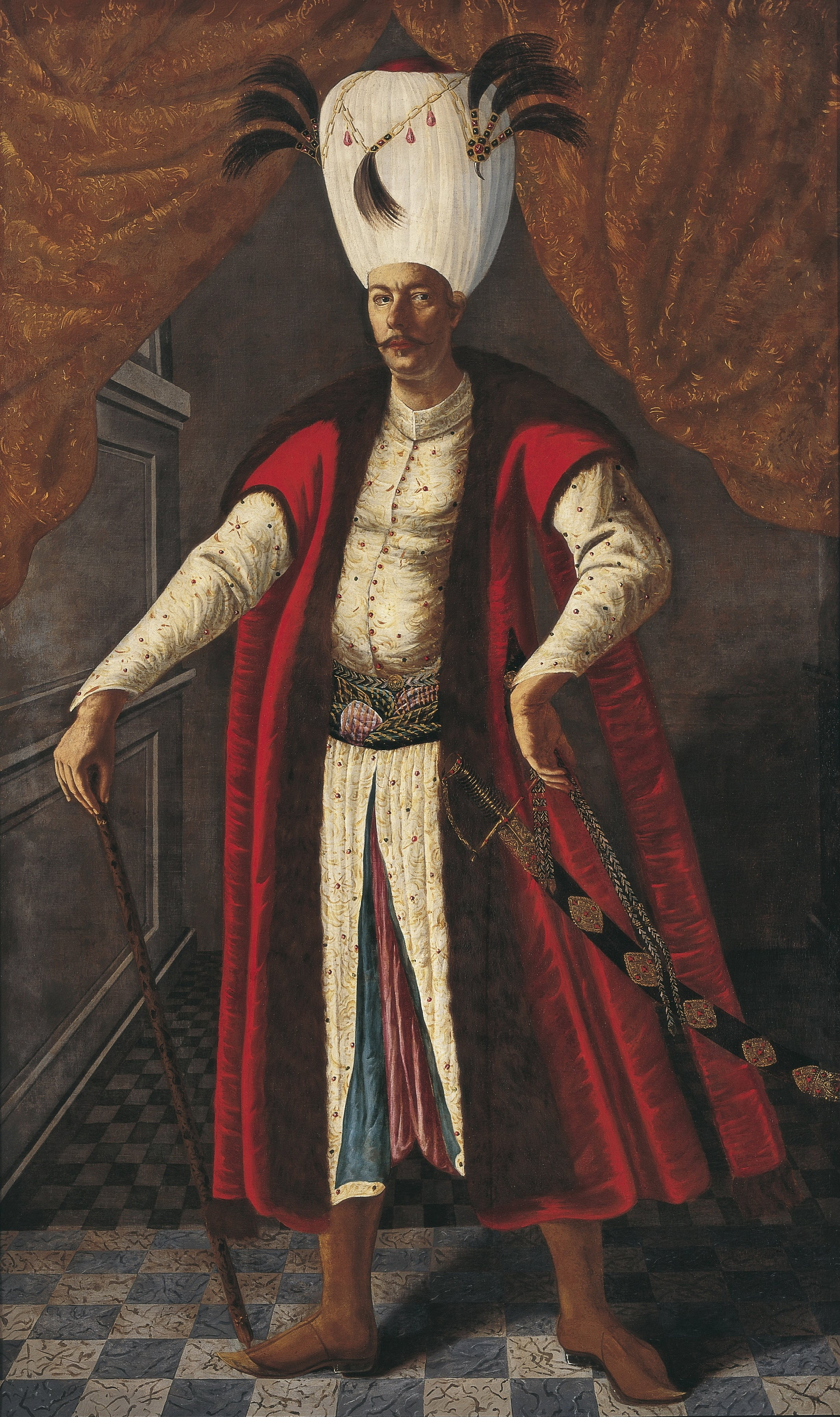
Mehmed IV, sultan ottoman de 1648 à 1687.

L'échange épistolaire sujet du tableau de Répine se déroule en 1675 ou en 1678, si on le date à partir de l'attaque ottomane à laquelle il fait référence. Il s'agit d'un faux, dans le prolongement d'une série de prétendues lettres de sultans aux rois polonais également apocryphes. Il apparait pour la première fois dans le Chronographe de 1696.
Il en existe plusieurs versions, et l'une d'elles paraît en 1872 dans Rousskaïa Starina. Elles seront regroupées dans un recueil publié en 1911 par Dmitri Iavornitski, qui a beaucoup fait pour faire connaître les courriers. S'il n'est pas considéré par les historiens comme authentique, ceux-ci s'accordent cependant pour considérer que le texte a été en tout état de cause rédigé à l'époque de la Sitch, et qu'il en reflèterait l'esprit.

#### Lettre du sultanMehmedIVaux Cosaques zaporogues
Les Zaporogues viennent de repousser une attaque des armées turques et tatares contre la Sitch, mais le sultan ottoman exige cependant d'eux qu'ils se soumettent.

« En tant que sultan, fils de Muhammad, Frère du Soleil et petit-fils de la Lune, Vice-roi par la grâce de Dieu des royaumes de Macédoine, de Babylone, de Jérusalem, de Haute et Basse Égypte, Empereur des Empereurs, Souverain des Souverains, Invincible Chevalier, Gardien indéfectible jamais battu du Tombeau de Jésus Christ, Administrateur choisi par Dieu lui-même, Espoir et Réconfort de tous les musulmans, et très grand défendeur des chrétiens,
J’ordonne, à vous les Cosaques zaporogues de vous soumettre volontairement à moi sans aucune résistance
Sultan Mehmed IV[réf. nécessaire] »

#### Réponse des Cosaques zaporogues au sultan de Turquie
« À Toi Satan turc, frère et compagnon du Diable maudit, serviteur de Lucifer lui-même, salut !
Quelle sorte de noble chevalier au diable es-tu, si tu ne sais pas tuer un hérisson avec ton cul nu ?
Mange la vomissure du diable, toi et ton armée.
Tu n'auras jamais, toi fils de putain, les fils du Christ sous tes ordres : ton armée ne nous fait pas peur et par la terre ou par la mer nous continuerons à nous battre contre toi. 

Toi, marmiton de Babylone, 

charretier de Macédoine, brasseur de bière de Jérusalem, fouetteur de chèvre d'Alexandrie, porcher de Haute et de Basse Égypte, truie d'Arménie, giton tartare, bourreau de Kamenetz, être infâme de Podolie, petit-fils du Diable lui-même,
Toi, le plus grand imbécile malotru du monde et des enfers et devant notre Dieu, crétin, groin de porc, cul d'une jument, sabot de boucher, front pas baptisé !
Voilà ce que les Cosaques ont à te dire, à toi sous-produit d'avorton ! Tu n'es même pas digne d'élever nos porcs. Tordu es-tu de donner des ordres à de vrais chrétiens !!
Nous n'écrivons pas la date car nous n'avons pas de calendrier, le mois est dans le ciel, l'année est dans un livre et le jour est le même ici que chez toi et pour cela tu peux nous baiser le cul !
Signé le Kochovyj Otaman Ivan Sirko et toute l'Armée zaporogue[réf. nécessaire] »

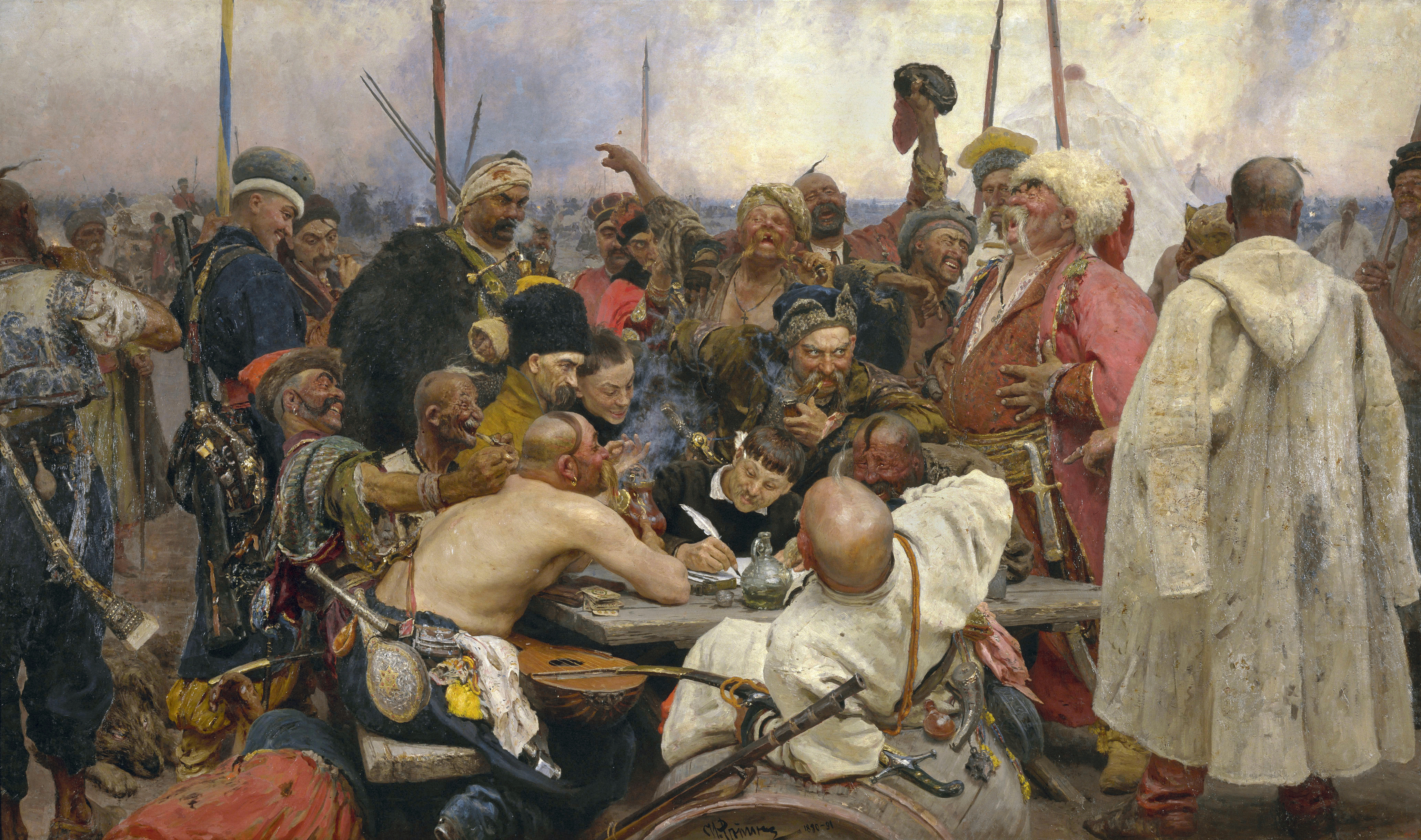
Ilia Répine, Les Cosaques zaporogues écrivant une lettre au sultan de Turquie (1880-1891), Musée russe.

## Genèse du tableau

### Premières esquisses
Les premières esquisses des Zaporogues remontent à 1878, la première étant datée du 26 juillet, et faite à Abramtsevo. Celles portant sur l'ensemble de la scène sont proches dans leur inspiration et leur composition de la version définitive du tableau. Dans d'autres, Répine commence l'étude des différents personnages.
Selon Répine, l'idée du tableau lui est venue de la lecture dans un journal du texte de la réponse des Zaporogues. Il s'en confie à Mstislav Prakhov (et) (1840-1879) linguiste et traducteur russe qui fréquente également Abramtsevo. La richesse picturale du thème et son potentiel lui apparaissent immédiatement.

Esquisses de 1878
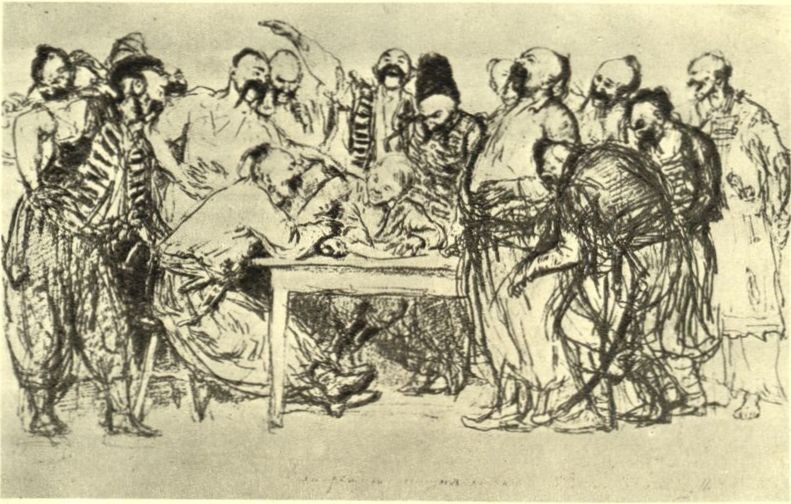
Esquisse au fusain (1878) Galerie Tretiakov.
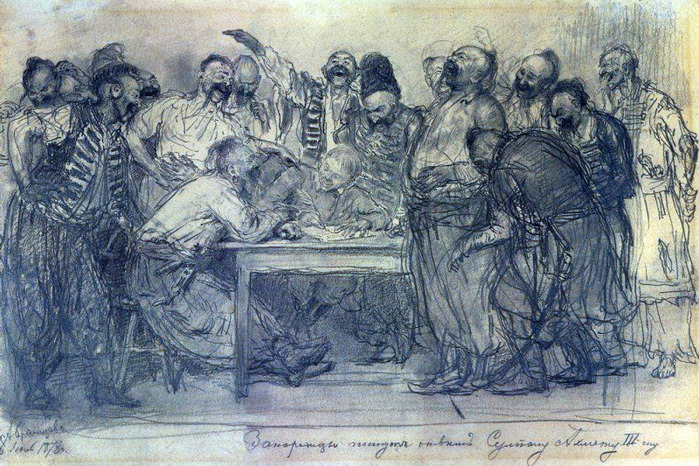
Esquisse au fusain (1878) Galerie Tretiakov.
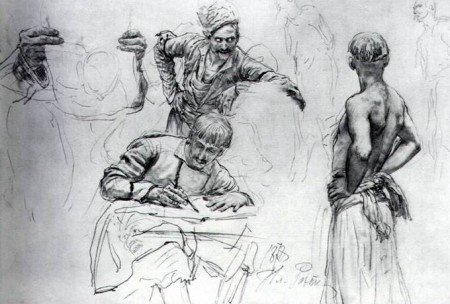
Étude au fusain (1878) Galerie Tretiakov.
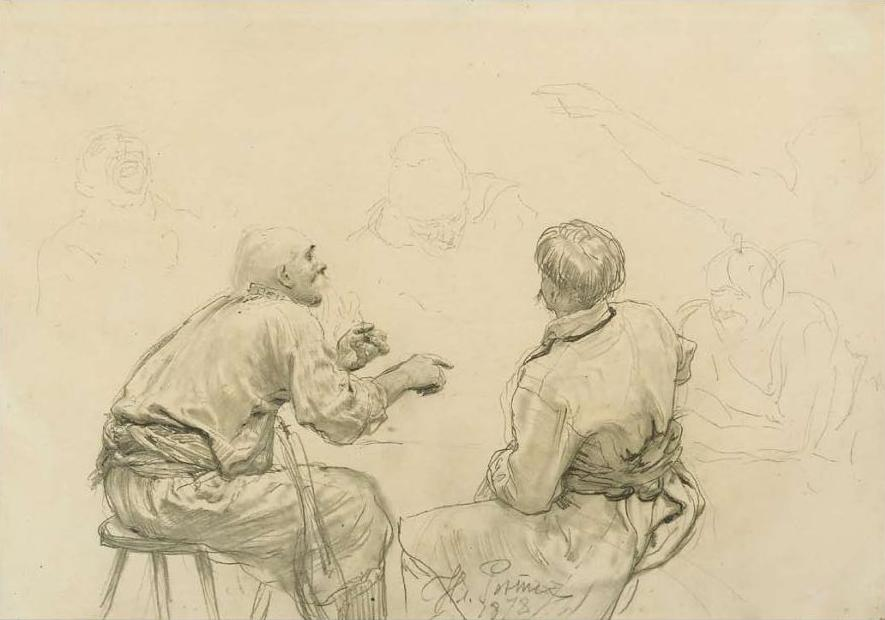
Étude au fusain (1878) Collection privée.

### Voyage en Ukraine
L'été 1880, le peintre part pour un long voyage en Ukraine pour recueillir du matériau pour Vechornytsi et pour les Zaporogues. Il séjourne dans plusieurs endroits qu'ils ont habités, et passe environ un mois dans la propriété de Vassily Tarkovsky, où il dessine de nombreux objets et costumes de la collection du mécène. Il est accompagné par le jeune Valentin Serov :

« Serov, encore un garçon, ne laissait rien passer de vivant sans porter sur lui les armes du peintre ... Plus tard, voyageant sur le Dniepr, sur les lieux des anciennes sitchs, que nous montrait Kostomarov, nous nous rendîmes tous les deux sur l'ile de Khortytsia en bac. Le débarcadère était une place belle et égale, parsemée de sable, brulée par la chaleur du soleil. Autour de nous, il y avait des petits rochers de granit gris-noir, plus loin des buissons et un ciel d'un bleu perçant (...).
Un autre jour, comme nous étions en train de partir, je vis que Valentin avait déjà composé une scène de caractère sur la vie des Zaporogues. J'avais avec moi les deux livres merveilleux et chéris d'Antonovitch et de Dragomanov, Histoire des Cosaques dans les chansons et les bylines de la Russie du sud. Nous nous abandonnâmes à la lecture de la poésie lyrique de l'Ukraine, et Serov, qui avait été au lycée de Kiev deux ou trois ans, goûtait à merveille la substance de la langue ukrainienne. Mais ne croyez pas qu'il faisait ses croquis machinalement ; son sujet, c'était la vie-même de ces « chevaliers », comme s'il était parmi eux dans leur campement et voyait leur existence dans tous ses petits détails (...).
Et voila que sur le Dniepr d'un brillant d'acier, par un temps calme et doux, une masse de chevaux, à quelques pas de la berge, soulève une écume blanche vers le ciel ; des gars nus s'agitent dans l'eau tiède jusqu'à l'ivresse, flattant leurs montures ; au loin une brume s'avance en avalant l'air tiède - c'est le fond du tableau (...). »

Répine fait aussi de nombreux croquis de « types humains » qu'il rapportera avec ses autres esquisses à Moscou. L'obsession du dessin les échanges et les amitiés, la relation avec son élève Serov, la fascination pour le mythe des Zaporogues, unis dans une fraternité de fer, combattant ou festoyant ensemble, amoureux de la vie et à l'énergie inépuisable convergent pour faire de cette période, selon ses propres mots, une « cuite créatrice » prise auprès du « joyeux peuple »,,.

### Exécution du tableau
Répine revient en 1881 à Moscou, puis emménage en 1882 à Saint-Pétersbourg. Il commence à travailler à la toile, dont il datera le début de la peinture de 1880. Il y travaillera, parfois des jours entiers, parfois la laissant un temps.
Il continue à prendre les conseils d'historiens dans cette période, et en particulier ceux de Dmitri Iavornitski, dont il fera dans la toile le personnage du scribe. Ce dernier est un historien, archéologue et ethnographe ukrainien qui a terminé l'université de Kharkiv en 1881, et qui enseigne à Saint-Pétersbourg à partir de 1885. Il se lie alors avec Ilia Répine. Il publiera entre 1892 et 1897 une Histoire des cosaques zaporogues en trois tomes («История запорожских казаков»).
Pendant presque douze ans, Répine déplace et modifie constamment sa toile : « je travaillais, écrit-il, à l'harmonie générale de la toile. Quelle tâche ! Chaque touche, chaque couleur, chaque ligne est nécessaire pour exprimer l'atmosphère d'ensemble de la toile, et pour accorder et caractériser chacun de ses personnages ... J'ai sacrifié et changé beaucoup dans les couleurs et les personnalités ... J'ai travaillé quelquefois jusqu'à l'épuisement ». Et il écrit encore : « si vous aviez vu les métamorphoses qu'ont connues tous les coins de la toile ... il n'en reste plus rien ... il y avait un chanfrein ... il y avait un dos de chemise ... il y avait une grande figure rieuse ... rien n'était satisfaisant ».
Jouant avec eux, prolongeant l'ivresse cosaque, il emprunte les traits des Zaporogues à tous ses amis et compose sa toile avec les Ukrainiens ou les Polonais de Saint-Pétersbourg. L'écrivain Dmitri Mamine-Sibiriak, passant à son atelier, se souvient d'avoir été contraint de poser plusieurs heures pour les Zaporogues : sa paupière a plu au peintre pour un personnage et ses yeux pour un autre. Le général Mikhaïl Dragomirov accepte de s'incarner dans l'ataman Serko, le musicien et folkloriste Aleksandr Roubets dans le cosaque hilare, le collectionneur Vassili Tarnovski dans l'homme au chapeau, le peintre Kouznetsov, fils de la baronne Uexküll von Hillenbandt, dans le jeune Zaporogue souriant, et d'autres encore. Gueorgui Alekseïev, que le peintre souhaite faire poser de dos, pour peindre son crâne chauve, s'y refuse. Avec la complicité de Iavornitski, Répine le piégera et atteindra ses fins. Il sera le cosaque renversé sur le tonneau.

## Description du tableau

### Scène représentée
Les Zaporoques sont rassemblés autour de leur scribe. L'ataman Ivan Sarko est parmi eux, le scribe, avant de signer lui-même la lettre. À sa gauche Taras Boulba, debout, coiffé d'une toque blanche et dans une tunique rose. Son plus jeune fils, Andria, est lui aussi debout, dans la partie opposée du tableau. Les autres cosaques ne sont pas des personnages historiques ou littéraires individualisés.

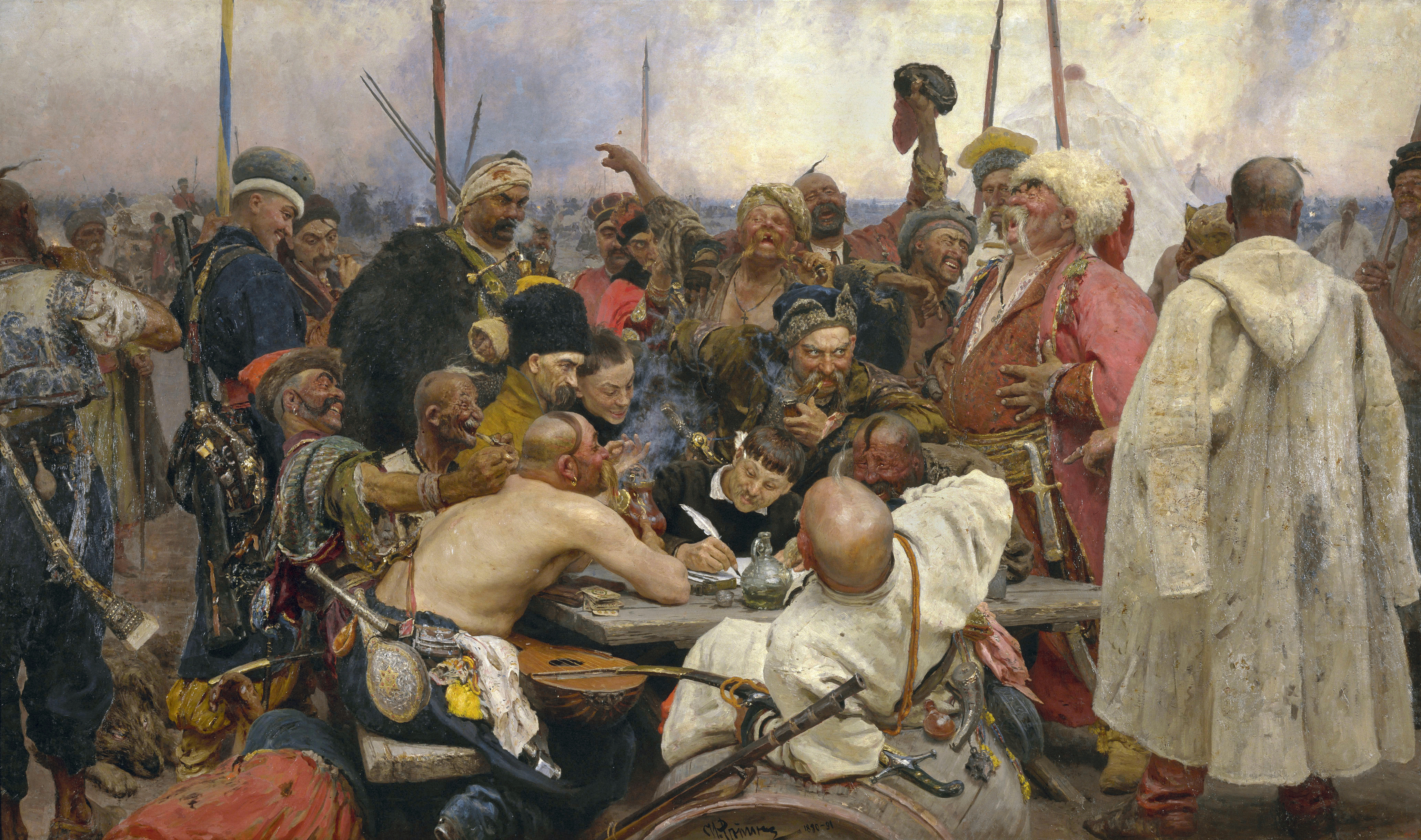
Ensemble du tableau.
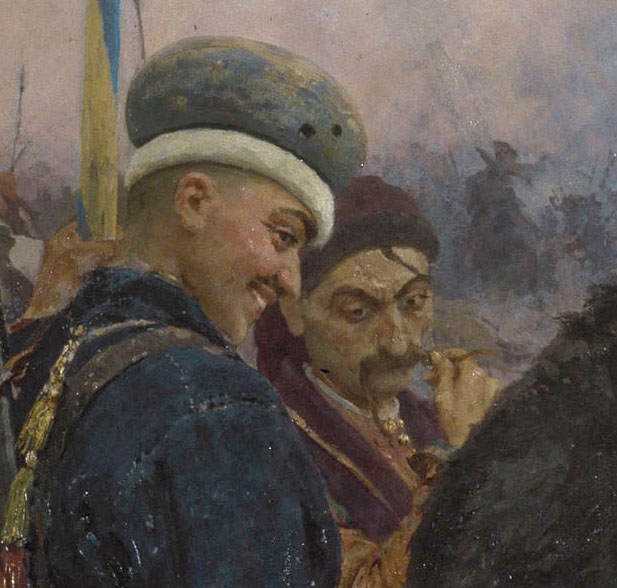
Andria, fils de Tarass Boulba.
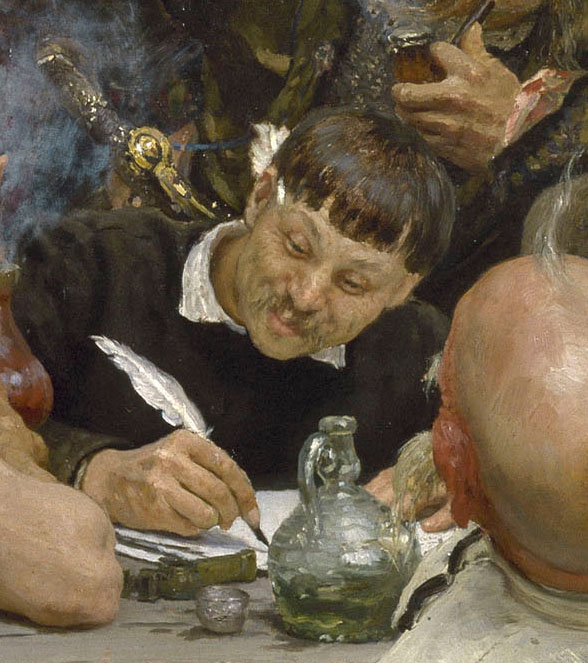
Le scribe.
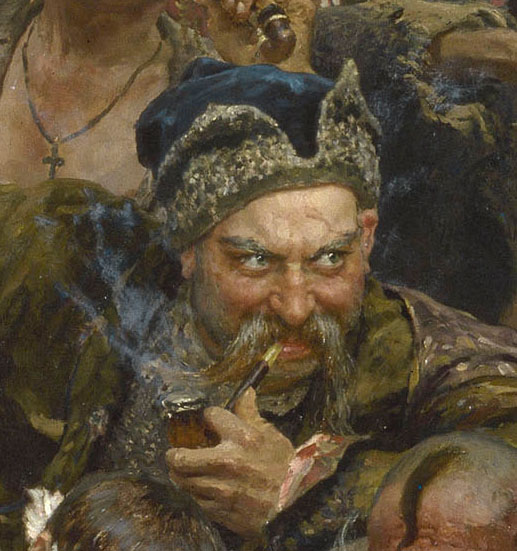
Ivan Sirko.
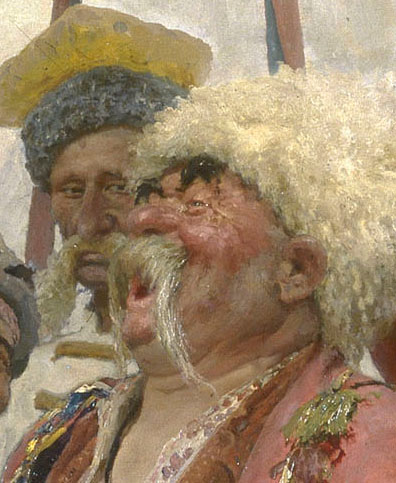
Tarass Boulba.

Les hommes écrivent la lettre ensemble, chacun d'entre eux y ajoutant son mot et sa saillie bouffonne, suscitant l'hilarité des autres.
La composition du tableau est très équilibrée, tout en étant particulièrement dynamique. Elle s'organise autour de plusieurs lignes et mouvements : des rythmes horizontaux et verticaux, en premier lieu, mais aussi des déplacements de masses de l'avant vers l'arrière, ou au contraire de l'arrière vers l'avant. L'ensemble est semé de taches de couleurs luxuriantes et éclatantes, disposées dans une construction maniérée, soignée et harmonieuse.

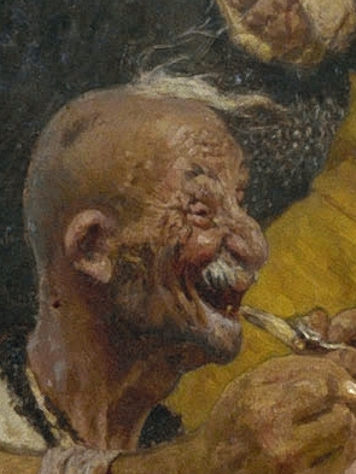
Les zaporogues ... (détail).

À l'arrière plan, le ciel est estompé par le crépuscule et masqué par des fumées blanches. Il est découpé par les piques et les pieux tendus. Ce fond, compact et dense, ce que l'on voit du camp militaire, montre une sitch vibrante de violence ou de colère, au contraire du groupe de cosaque, hilare. Il est animé d'un mouvement circulaire, une sorte de tourbillon, qui, libéré, aurait la force d'une tornade,. C'est le dernier ressort de la construction du tableau, et sa raison d'être, l'incrustation des éléments d'une « encyclopédie du rire » ou, selon Igor Grabar, une « physiologie du rire ».
S'adonnant à un exercice de style difficile, avec une diversité débridée rarement donnée en peinture, Répine se plait ainsi à représenter des rieurs : il y a le rire tonitruant, et le fin sourire, et le ricanement sarcastique, et le rire aux éclats, qui donne la chair de poule, et le gros rire contagieux, et les rires étouffés, et les criaillements, et la gouaille ; les personnages se tordent, serrent leurs côtes de leurs poings, brocardent, s'esclaffent les dents au vent, cacardent à gorge déployée, ou rient à en crever... Ils ramènent le spectateur de temps anciens, historiques ou légendaires à un ici et maintenant du rire contagieux.

### Choix des modèles
Plusieurs contemporains célèbres de Répine ont servi de modèles pour le tableau, :
| Personnage | Modèle |
| ---------- | --- |
|            | Ian Tsionglinski est le modèle d'un des personnages les plus colorés du tableau. Professeur à l'école de dessin de la Société impériale d'encouragement des beaux-arts, il est de nationalité polonaise. Il a été un membre actif de Mir iskousstva.                                                                                |
|            | Le beau jeune homme aux traits généreux et au sourire intelligent a été peint à Saint-Pétersbourg d'après le fils de Varvara Uexküll von Gyllenband, petit-neveu du compositeur Mikhaïl Glinka. Sur la toile, il est Andria, le plus jeune fils de Tarass Boulba.                                                                   |
|            | Le grand cosaque avec un bandeau sur la tête a pour modèle le directeur de la classe de peinture de bataille de l'Académie impériale des beaux-arts. il s'agit du peintre Nikolaï Kouznetsov , de nationalité grecque. Il est sur la toile le fils ainé de Tarass Boulba, Ostap.                                                    |
|            | Le vieillard édenté et ridé à la pipe est un compagnon de hasard de Répine dans un relais de Zaporijia. Son nom n'a pas été conservé. |
|            | Le séminariste à la coupe au bol, et qui n'a encore de moustache, a pour modèle le peintre Porfyryi Martynovytch. Répine l'a peint non sur le vif, mais d'après un masque de plâtre moulé par son fils. |
|            | Le cosaque joueur à demi-nu est dans une version le pédagogue Konstantin Belonoski, dans une autre le dramaturge Marko Kropyvnytsky. Le peintre évoque l'habitude, quand le jeu devenait sérieux, qu'avaient les joueurs de retirer leur chemise pour prouver qu'ils ne cachaient pas de cartes dans leur col ou dans leurs manche. |
|            | Le cocher Vassili Nikichka est le modèle du cosaque Golota. le peintre, séduit par son visage grêlé, son œil borgne, son intempérance et son insolence, réussit à le dessiner sur un bac traversant le Dniepr. |

| Personnage | Modèle |
| ---------- | --- |
|            | Répine a donné les traits du général Mikhaïl Dragomirov à l'ataman Ivan Sirko, figure centrale du tableau. |
|            | Le Tatar a été dessiné par Répine avec pour modèle un étudiant tatar, mais ses dents expressives ont été empruntées au crâne d'un cosaque-zaporogue trouvé dans les fouilles de la Sitch. |
|            | Aleksandr Roubets est le modèle du personnage bedonnant, qui n'est autre que Tarass Boulba lui-même. Il est né à Tchouhouïv, comme Répine. Pour d'autres versions, c'est le journaliste Vladimir Guiliarovski qui a posé. |
|            | Feodor Stravinski, soliste du Théâtre Mariinsky, est le modèle du cosaque mélancolique et efflanqué qui regarde le spectateur de derrière Tarass Boulba. |
|            | Le collectionneur et mécène Vassily Tarnovsky a posé pour le personnage d'un cosaque sombre et au regard ombrageux. L'esquisse a été faite en 1880 dans sa propriété par Répine, en même temps qu'un portrait en équipement militaire cosaque. |
|            | C'est le Grand chambellan Georges Alekseïev qui prête son crâne au cosaque chauve et à la nuque expressive. Il avait refusé cette pose indigne, mais, invité par Dmitri Iavornitski à examiner sa collection de monnaies, il a été livré au peintre qui l'a croqué par derrière. Se reconnaissant sur le tableau, il restera vexé de cette machination. |
|            | Le peintre a choisi comme modèle du scribe son principal inspirateur et conseil, l’académicien Dmytro Yavornytsky. Pour éveiller un sourire chez un homme d'humeur taciturne, il le fit poser avec une revue de caricatures. |

## Accueil et réception critique
Après la première exposition publique des Cosaques zaporogues écrivant une lettre au sultan de Turquie, le peintre est critiqué pour un trop grand nombre « d'inexactitudes historiques ». Le tableau a cependant un destin heureux.
Présenté avec un succès retentissant dans plusieurs expositions en Russie et à l'étranger (Chicago, Budapest, Munich, Stockholm), il est finalement acquis par Alexandre III pour 35 000 roubles. Il reste dans les collections du tsar jusqu'en 1917, puis est transféré après 1917 au Musée russe.

## Variantes

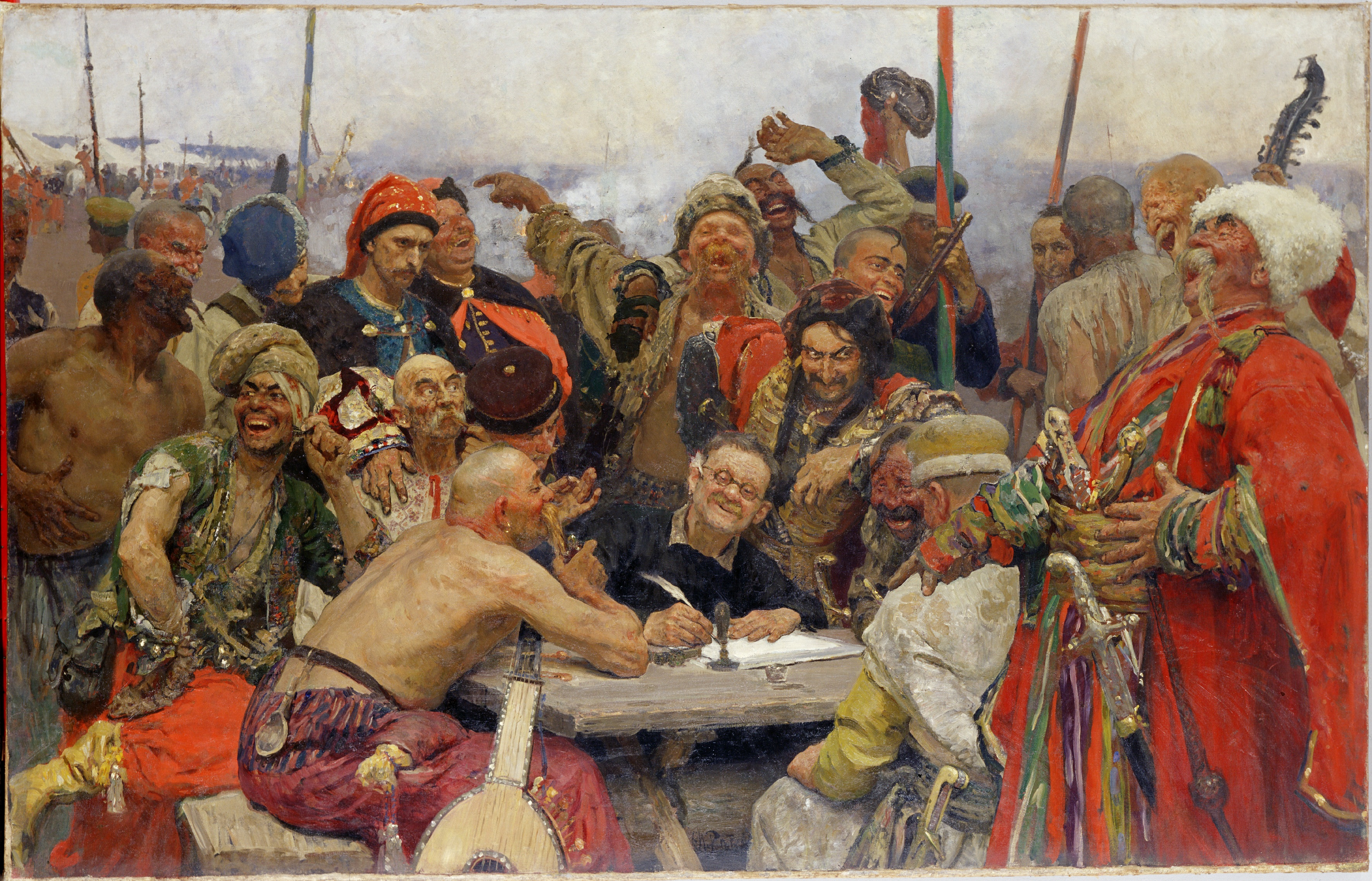
Seconde version du tableau (1889-1896), huile sur toile,, Musée d'Art de Kharkiv.

Avant même d'avoir terminé la principale version, Répine commence à travailler en 1889 à une seconde, qu'il ne terminera pas. Cette toile diffère par la taille du premier tableau, et a le caractère d'un « exemplaire de couloir ». Le peintre s'est efforcé de donner plus d'authenticité historique à la deuxième version des Zaporogues. Elle a été donnée en 1935 par la Galerie Tretiakov au Musée historique de Kharkiv. Elle est conservée actuellement à son Musée d'art.
En outre, le peintre a effectué en 1887 une esquisse à l'huile du tableau. Il l'a donné à Iavornitski, qui lui-même l'a vendu ensuite à Pavel Tretiakov. Cette esquisse se trouve également maintenant à la Galerie Trétiakov.
Il existe également des reproductions à taille identique de la version principale, dont celle peinte par Pavel Porfirov, un étudiant de Répine, détenue actuellement par le Cincinnati Art Museum.

## Hopak

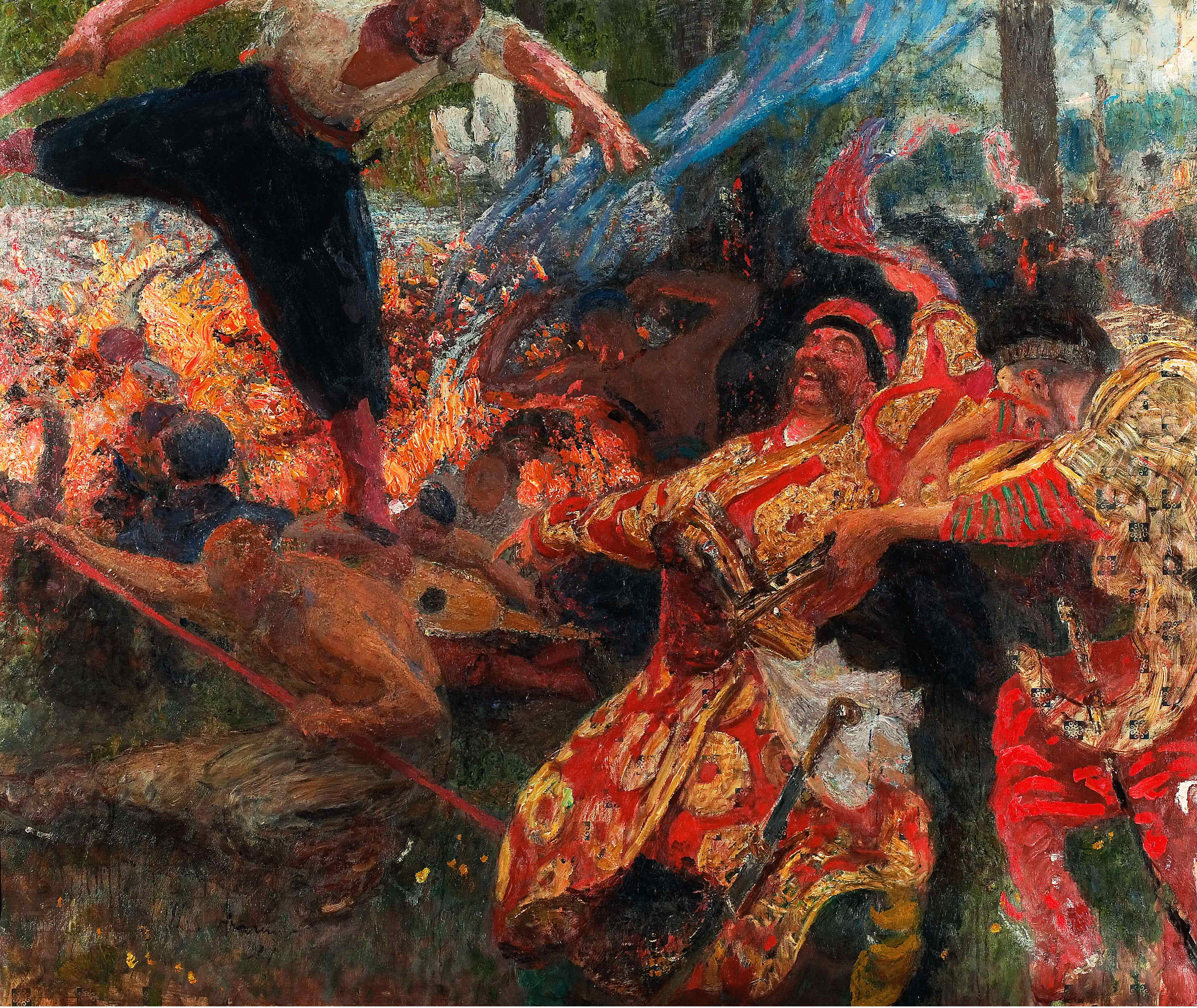
Gopak (1927-1930), huile sur linoleum,, collection particulière.

Répine revient à l'Ukraine et aux Cosaques zaporogues dans son dernier tableau, Hopak, représentant la danse traditionnelle éponyme. Il raconte à des amis qu'il a sorti une grande toile, et a commencé à composer « la danse des Zaporogues ». Elle est réussie, joyeuse. La toile ne peut faire place à tous les personnages. Les Zaporogues sautent par-dessus le feu, et dansent. « Même un grand-père de cent ans saute à genoux ». Il reprend sa correspondance avec des amis ukrainiens érudits, et demande qu'on lui envoie des photographies, parce qu'il est trop vieux pour se rendre dans la Slobojanchtchina. Il y travaille beaucoup, dans un vieil atelier non chauffé, où il monte avec difficulté, seulement l'été, jusqu'à sa mort, d'un coup de froid.

## Postérité

### Version d'Apollinaire
Le poète Guillaume Apollinaire s'inspire de cet incident diplomatique et livre sa version de la lettre dans la « Réponse des Cosaques zaporogues au sultan de Constantinople », insérée dans le poème La Chanson du mal-aimé, pièce maîtresse de son recueil Alcools (1913) :
| Introduction et lettre du sultan | Réponse des Cosaques |
| Je suis fidèle comme un dogue Au maître le lierre au tronc Et les Cosaques Zaporogues Ivrognes pieux et larrons Aux steppes et au décalogue « Portez comme un joug le Croissant Qu’interrogent les astrologues Je suis le Sultan tout-Puissant Ô mes Cosaques Zaporogues Votre Seigneur éblouissant Devenez mes sujets fidèles » Leur avait écrit le Sultan Ils rirent à cette nouvelle Et répondirent à l’instant À la lueur d’une chandelle | Plus criminel que Barabbas Cornu comme les mauvais anges Quel Belzébuth es-tu là-bas Nourri d'immondice et de fange Nous n'irons pas à tes sabbats Poisson pourri de Salonique Long collier des sommeils affreux D'yeux arrachés à coup de pique Ta mère fit un pet foireux Et tu naquis de sa colique Bourreau de Podolie Amant Des plaies des ulcères des croûtes Groin de cochon cul de jument Tes richesses garde-les toutes Pour payer tes médicaments |

### Œuvres musicales
Léo Ferré a mis en musique cette « Réponse... », ainsi que l'intégralité du poème d'Apollinaire, dans son oratorio La Chanson du mal-aimé (1952-1953).
Dmitri Chostakovitch a également mis en musique la « Réponse... », et seulement elle, dans sa quatorzième Symphonie (1969).
Cette scène a inspiré le compositeur Reinhold Glière pour sa musique de ballet Les Cosaques zaporogues op. 64 datant de 1921.

### Romans

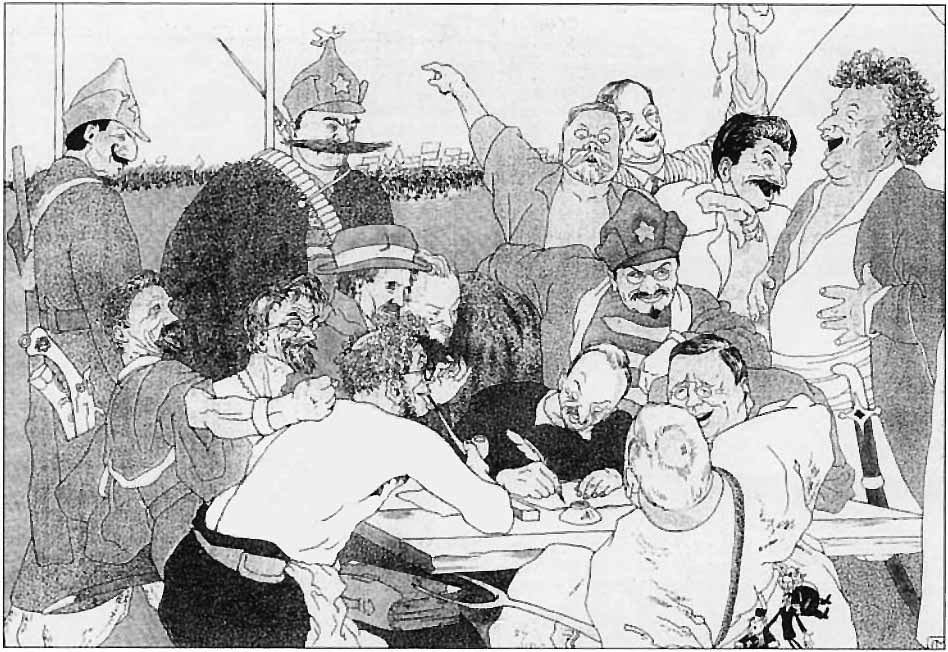
Les Bolcheviks écrivent une réponse à Curzon : Boudienny, Rykov, S. Kamenev, Kalinine, Radek, Krassine, Boukharine, L. Kamenev, Tchitcherine, Trotski, Rakovski, Demian Bedny, Litvinov, Staline, Zinoviev (1923).

Ilf et Petrov, dans le roman Les Douze Chaises, donnent à leur héros Octal Bender le projet d'une toile non encore peinte, mais mûrement réfléchie, et intitulée Les Bolcheviks écrivent une lettre à Chamberlain, reprenant le tableau de Répine.

### Caricatures

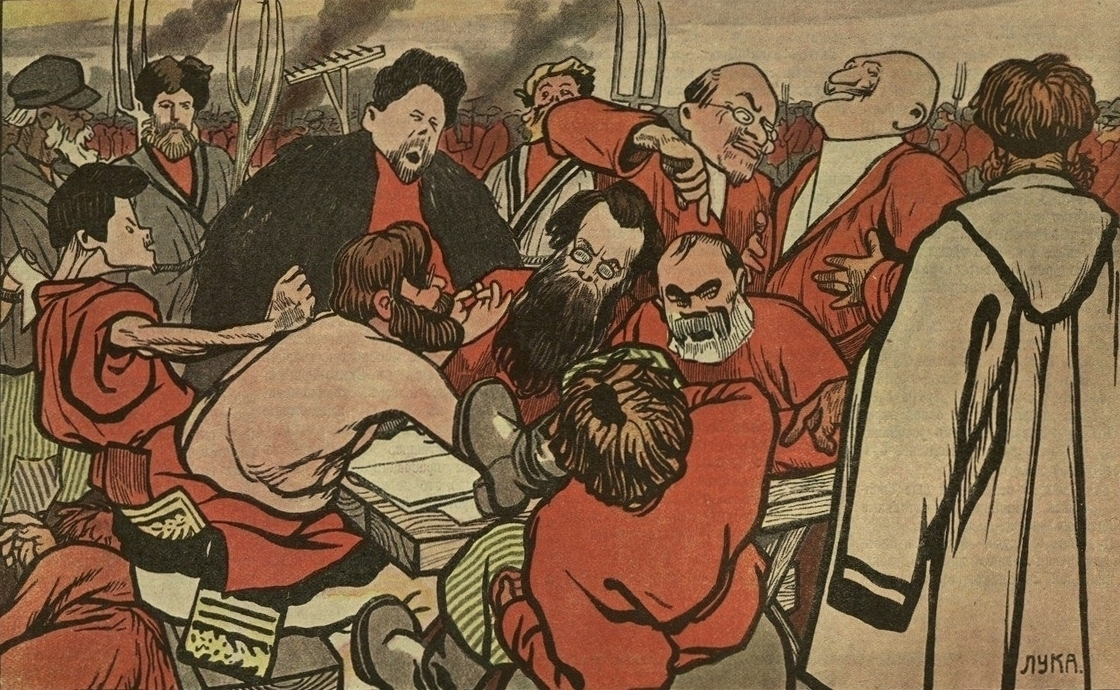
Golovine écrit une réponse à Stolypine, in Novoe Vremya à propos de la 2e convocation de la Douma d'État de l'Empire russe.

En 1923, une caricature publiée dans le no 6 de la revue humoriste Piment rouge (« Krasny perets »), a effectivement représenté les dirigeants de l'URSS prenant les mêmes poses que les cosaques de Répine, après avoir écrit une lettre à Lord Curzon.

### Cinéma
La scène de l'écriture de la lettre est représentée dans le film russe Tarass Bulba, de Vladimir Bortko (2009).

### Philatélie
La poste soviétique a édité à deux reprises une série de timbres (en 1944) et un timbre (en 1969) reproduisant le tableau. La poste ukrainienne a imprimé en 2014 un timbre représentant la version conservée au Musée d'art de Kharkiv.

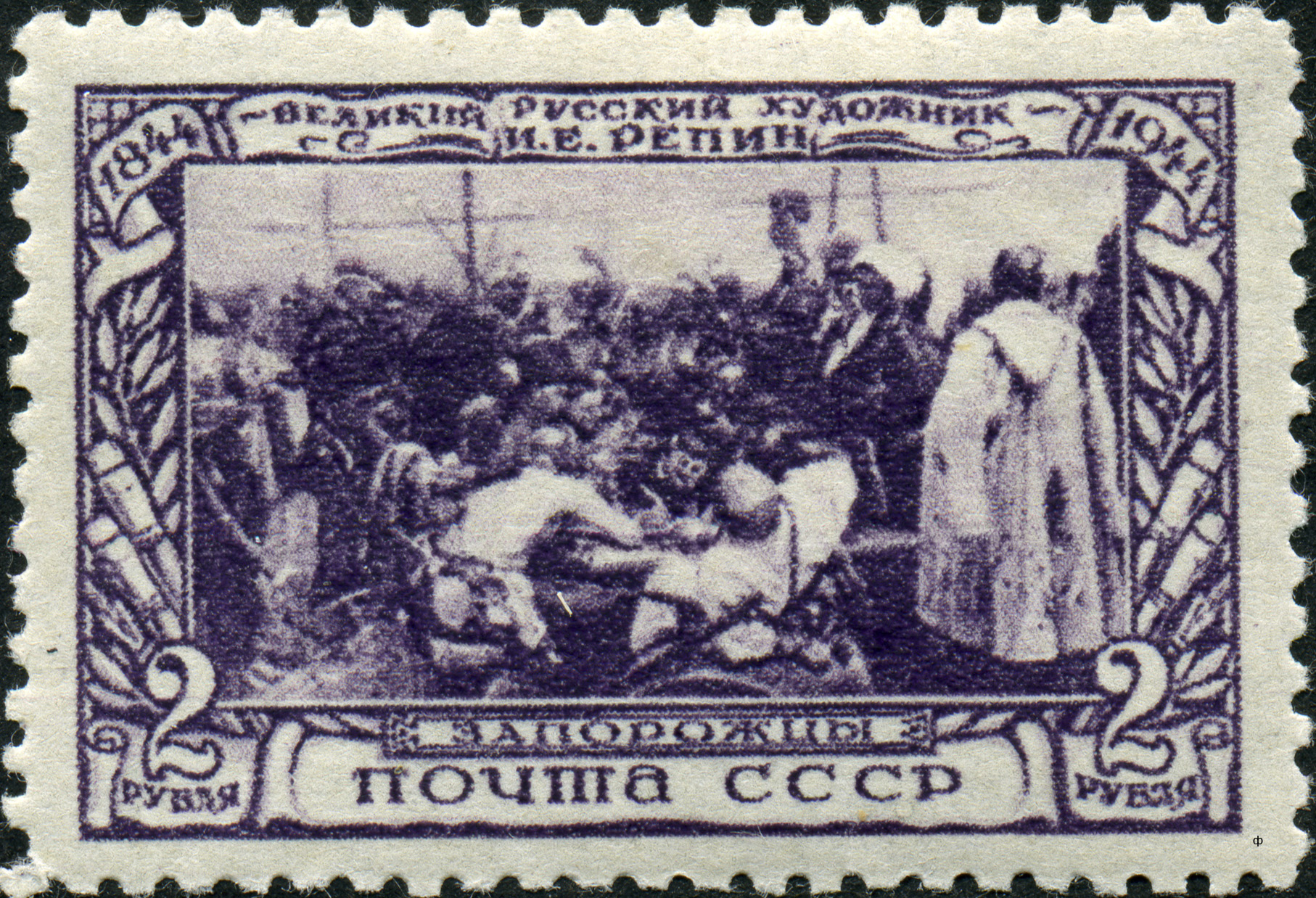
Les Zaporogues, URSS, 1944.
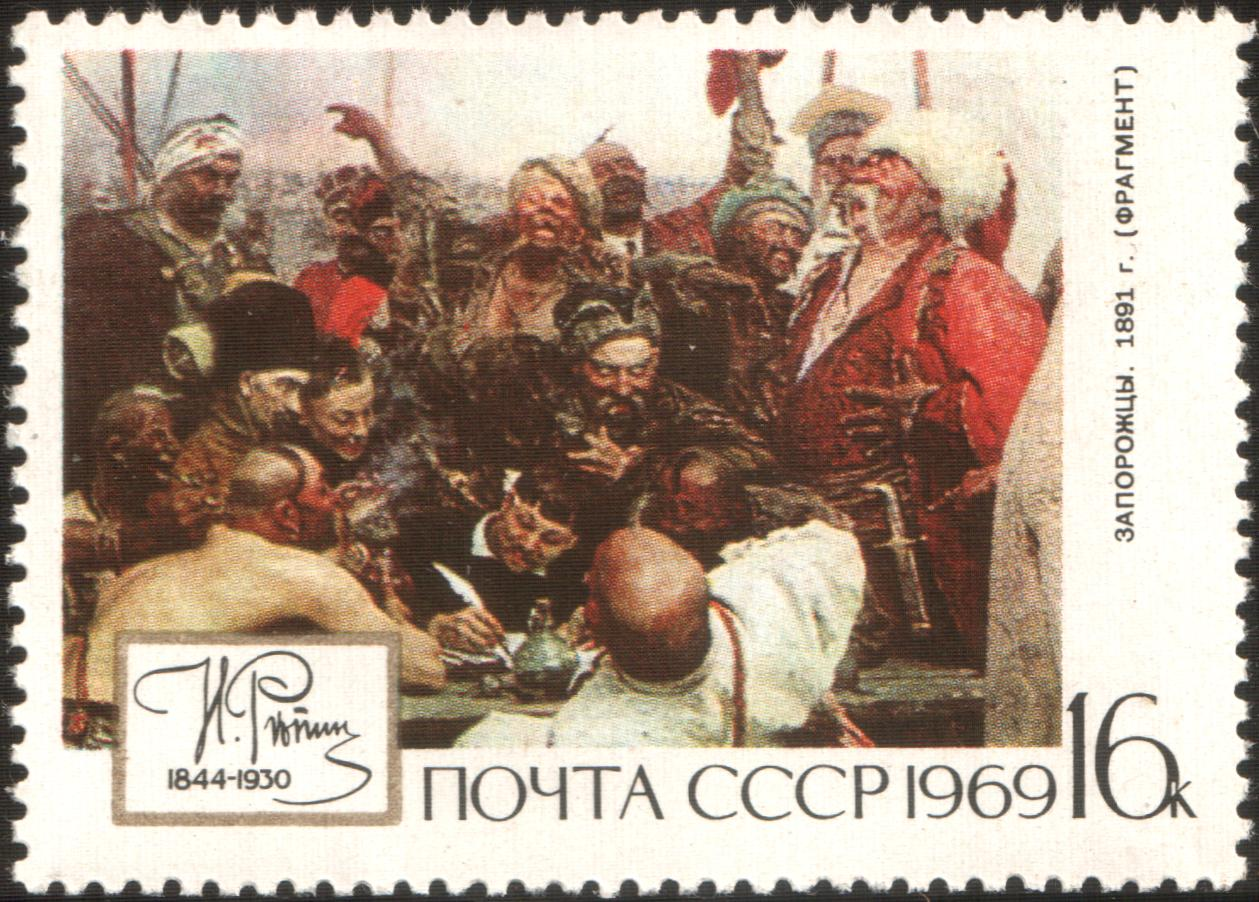
Les Zaporogues, URSS, 1969.
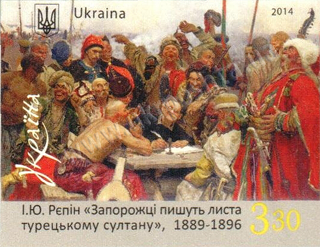
Les Zaporogues, Ukraine, 2014.

### Expositions
Ce tableau a été présenté en France à l'exposition Répine du Petit Palais, à Paris, du 5 octobre 2021 au 23 janvier 2022.

### Dans la culture populaire
- On peut voir un détail du tableau en médaillon sur la jaquette cédérom et en fond d'écran du menu du jeu vidéo Cossacks: European Wars (2001) et de ses extensions.
- Des soldats ukrainiens sur le front du Donbass, probablement en 2015, reproduisent le tableau et l'adaptent en écrivant à Vladimir Poutine. Cette photo est particulièrement diffusée sur les réseaux sociaux au cours de l'invasion de l'Ukraine par la Russie en 2022[34].
- Le photographe français Émeric Lhuisset reproduit le tableau en mettant en scène en 2023 des soldats ukrainiens et offre un tirage de cette œuvre au musée de Kherson[35].